# ON 異常犯罪搜查官·藤堂比奈子
《ON 異常犯罪搜查官·藤堂比奈子》是日本富士電視台、關西電視台2016年製作播出的電視劇。由白木啟一郎、寶來忠昭執導， 古家和尚編劇，波瑠主演，於2016年7月12日首播，2016年9月6日結束。

## 簡介
該劇改編自內藤了的小說《ON 獵奇犯罪搜查班藤堂比奈子》，講述了擁有過目不忘的記憶力的新人刑警藤堂比奈子與充滿個性的夥伴們一起偵破各種奇案的故事。
成績優秀的員警學校畢業生的藤堂比奈子（波瑠飾）是警視廳搜查一課的新人刑警，她總是隨身攜帶著母親的遺物、一個七味粉罐子作為護身符，吃什麼都要撒一點，周圍的人都覺得她是個怪人。憑藉著過目不忘的驚人記憶力，她與前輩刑警、死宅法醫等充滿個性的夥伴們一起，解決一個又一個十分獵奇的殺人案件。雖然表面上看起來開朗又認真，但其實比奈子的心中也有著不為人知的陰影。

## 主要角色
藤堂比奈子（25）（波瑠 飾，童年：藤澤遙 飾）
- 警視廳刑事部搜查一科厚田班的新人刑警。出身於長野縣。在小學時雙親離婚的單親母子家庭下成長。把母親的遺物七味粉罐當成護身符經常帶在身邊。喜歡用在記事本上畫插圖的方式記下案件的情報，因為記憶力超群而被從處理檔的內勤提升為案件現場調查員。

東海林泰久（31）（橫山裕 飾）
- 警視廳刑事部搜查一科厚田班刑警，比奈子的前輩。家庭結構是父母和妹妹。極富正義感，對殺人犯恨之入骨。一發生殺人案，就不顧上司的命令單獨行動，為了抓捕犯人和搞到情報可以不擇手段。以前，曾是被眾人寄予希望的刑事部未來之星，但因為某事件而偏離了飛黃騰達的康莊大道。在與後輩比奈子的共同行動中，注意到她對殺人犯有著特殊的興趣。

中島保（28）（林遣都 飾）
- 早阪精神科診所的心理科醫生，心地善良，愛掉眼淚。專業是腦系科和臨床心理學，目標是到少年鑒別所之類的機構擔任監察官。因某案件與比奈子相識，此後作為專家協助調查，為案件調查提供有關犯罪者心理狀況方面的意見。

厚田巖夫（50）（渡部篤郎 飾）
- 警視廳刑事部搜查一科厚田班班長，比奈子的上司，資深刑警。人稱“ガンさん”。看中了內勤人員比奈子驚人記憶力，把她調來負責現場調查。與石上是老朋友。

倉島敬一郎（33）（要潤 飾）
- 警視廳刑事部搜查一科厚田班刑警，比奈子與東海林的前輩。特別喜歡摩托車，公開宣稱摩托車就是他的戀人。對於後輩比奈子懷著淡淡的愛意，所以特關心她的事。

清水良信（25）（百瀬朔 飾）
- 警視廳刑事部搜查一科厚田班刑警，關西出身。

片岡啓造（40）（高橋努 飾）
- 警視廳刑事部搜查一科片岡班刑警，年紀輕輕就擔任一班之長。雖然認可東海林的偵查水準，但很討厭其隨便插手片岡班調查的案件。

川村浩二（松川尚瑠輝 飾）
- 警視廳刑事部搜查一科片岡班刑警。

加藤邦彦（是近敦之 飾）
- 警視廳刑事部搜查一科片岡班刑警。

三木健（34）（齊藤慎二 飾）
- 警視廳鑒定官。腔調獨特，被周圍的人悄悄稱為“宅男”，鑒定技術出類拔萃。

月岡真紀（22）（佐藤玲 飾）
- 警視廳鑒定科的新人鑒定官。鈴木的後輩。

早坂雅臣（46）（光石研 飾）
- 早阪精神科診所的院長。過去曾對大友翔進行心理輔導。

石上妙子（55）（原田美枝子 飾）
- 帝都大學醫學部法醫學教授，司法解剖專家。性格豪爽猶勝男兒，屍檢後能若無其事地大嚼烤肉。因為熱衷于解剖橫死者的屍體而名聲在外，人稱“死神女士”。

藤堂香織（奥貫薫 飾）
- 比奈子的母親，至死都支持著比奈子，把寫著“前進！比奈子”的七味粉罐留給了比奈子。

西連地麗華（伊藤麻實子 飾）
- 比奈子喜歡去的萌王大人咖啡店的店長。空手道3段，與鑑識科員三木是戀人關係。

藤川 （不破萬作 飾）
- 為東海林提供情報的線人。

### 各集登場人物

#### 第1話
宮原秋雄（32）（清水優 飾）
- 美洲豹快遞員工，曾涉嫌跟蹤及暴力猥褻。

齊藤文隆（山中崇 飾）
- 宇田川早苗的未婚夫。

宇田川早苗（柏原優美 飾）
- 齊藤文隆未婚妻，被宮原秋雄侵害的女性。

小林翔太／大友翔（25）（三浦貴大 飾，少年：相馬真太 飾）
鈴木仁美（24）（篠田麻里子 飾）
- 交通科巡查，比奈子的同期。

柏木啓治（32）（上地慶 飾）
- 錦絲町小學生無差別殺人案嫌疑人。

宇田川早苗的父親（朝倉伸二 飾）
美洲豹快遞社長（新富重夫 飾）
發現鈴木仁美屍體的男人（權藤昌弘 飾）

#### 第2話
霜川幸三（67）（螢雪次朗 飾）
- 霜川商店的原店主。一家之主。

霜川由美（40）（赤間麻里子 飾）
- 幸三的長女。

霜川榮太（38）（神農直隆 飾）
- 幸三的長子。

霜川雄太（35）（廣瀨剛進 飾）
- 幸三的次子。

健司（間宮祥太朗 飾）
- 幸三與由美亂倫生的兒子，沒有戶籍。

鮫島鐵雄 （46）（  飾）

#### 第3話
吉田佐和（31）（中島亞梨沙 飾）
- 芭蕾舞教室講師，兼職女公關，單親媽媽。

吉田遙香（7）（住田萌乃 飾）
- 佐和的女兒。為了鬼屋事件提供目擊情報。

佐藤都夜（佐佐木希 飾）
- 與佐和母女的關係良好的洗衣店的老闆。

永山宗一郎（32）（裴正明 飾）
- 自稱設計師。佐和在俱樂部的客人，跟蹤狂。

二階堂澄香（24）（小島南 飾）
- 模特，住在永山宗一郎父親的公司掌管的公寓，曾被宗一郎跟踪騷擾。

深町涼乃（24）（藤波優紀 飾）
- 住在永山宗一郎父親的公司掌管的公寓，曾被宗一郎跟踪騷擾。

二階堂澄香的鄰居（服松美 飾）
- 向警方報告二階堂澄香出事前曾被跟蹤搔擾的情況。

吉田遙香的同學們 （高木煌大，石倉來透，荒川梨杏 飾）

#### 第4話
小野寺誠 （藤村直樹 飾）
- 電視台的工作人員。

#### 第5話
久保一彌（27）（中林大樹 飾）
- 公司員工。早坂精神科診所的病人。女高中生遇害案的兇手。

壬生 （利重剛 飾）
- 原監獄獄警。辭職後在康復之家工作。

伊勢崎久留美 （田鍋梨梨花 飾）
- 女高中生，五年前被久保殺害，手腳被釘子釘住，腹部被剖開，口中和頗開的腹部塞滿粉紅色糖果。時常出現在比奈子的夢中。

戶川京香 （町田佳代 飾）
- 女高中生。五年後被久保以與伊勢崎久留美相同的方式殺害。手腕上有自殘的痕跡。

岡林
- 早阪精神科診所的職員。

#### 第6話
原島宗德 （茂呂師岡 飾）
- 派出所警察。磨練新人時期的東海林。

稻富信吾（浜田晃 飾）
- 合租屋「十八家」的住客。原本經營公司。

坂田 大吉（櫻木健一 飾）
- 合租屋「十八家」的住客。手藝人。

大崎奈津子（今本洋子 飾）
- 合租屋「十八家」的住客。曾被房產詐欺師騙走了土地和別墅。

西澤（大石吾朗 飾）
- 合租屋「十八家」的住客。醫生。

芙巳子（角替和枝 飾）
- 合租屋「十八家」的住客。

首藤泰造 （46）（江川千和 飾）
- 與「荒神會」有關連的房地產詐欺者。

山嵜千鶴 （34）（ 飾）
- 與「荒神會」有關連的詐欺者。

浦澤清（須和親治 飾）
- 黑社會「荒神會」的會長。

浦澤清的女兒（小橋惠 飾）
浦澤清的手下（新川將人 飾）
小山管理官 （小須康人 飾）

#### 第7話
伊集院希良梨（伊集院きらり）（松本穗香 飾）
- 萌王大人咖啡店店員。

原島的妻子（松元那實 飾）
矢部智香 （松下結衣子 飾）
- “協助服毒自殺案”死者矢部匠的妻子。

#### 第8話
真壁永久（蘆名星 飾）
- 給高中時期的比奈子刀子的女性。有一雙藍色眼睛、美麗面容的快樂殺人者（淫樂殺人）。小時候遭受父親以及被安置的養護機構院長虐待。

## 製作人員
- 原作：内藤了『ON 獵奇犯罪捜査班・藤堂比奈子』系列（角川恐怖文庫（日语：角川ホラー文庫）刊載）
- 企劃：KADOKAWA
- 製片：河西秀幸、萩原崇、石田麻衣
- 導演：白木啓一郎
- 劇本：古家和尚
- 音樂：菅野祐悟
- 製作：富士電視台
- 製作著作：關西電視台

## 音乐
- 主题曲：《Swan（日语：Swan (［Alexandros］の曲)）》，演唱：［Alexandros］

## 播出日程及收視率
- 收視率最高值以紅色表示，收視率最低值以蓝色表示。

| 集數                                                  | 播放日期 | 標題                      | 日文副標題 | 原著       | 收視率 | 備註         |
| ----------------------------------------------------- | -------- | ------------------------- | ---------- | ---------- | ------ | ------------ |
| 第1話                                                 | 7月12日  | SWITCH                    |            | ON         | 9.6%   | 兩小時特別篇 |
| 第2話                                                 | 7月19日  | ICE                       |            | 電視劇原創 | 9.2%   |              |
| 第3話                                                 | 7月26日  | CUT                       |            | CUT        | 8.2%   |              |
| 第4話                                                 | 8月02日  | MEMORY                    |            | ON         | 8.8%   |              |
| 第5話                                                 | 8月09日  | MEMORY ～the 2nd volume～ |            | ON         | 6.6%   |              |
| 第6話                                                 | 8月17日  | LEAK                      |            | LEAK       | 6.4%   |              |
| 第7話                                                 | 8月23日  | AID                       |            | AID        | 7.4%   |              |
| 第8話                                                 | 8月30日  | CHAOS                     |            | 電視劇原創 | 8.5%   |              |
| 最終話                                                | 9月06日  | ANSWER：THE LAST          |            | 電視劇原創 | 7.1%   |              |
| 平均收視率7.98%（關東地區，由Video Research公司調查） |          |                           |            |            |        |              |

## 原作小說作品
日文版
- ON 獵奇犯罪捜査班・藤堂比奈子（2014年10月、角川恐怖文庫、KADOKAWA）
- CUT 獵奇犯罪捜査班・藤堂比奈子（2015年3月、角川恐怖文庫、KADOKAWA）
- AID 獵奇犯罪捜査班・藤堂比奈子（2015年8月、角川恐怖文庫、KADOKAWA）
- LEAK 獵奇犯罪捜査班・藤堂比奈子（2016年1月、角川恐怖文庫、KADOKAWA）
- ZERO 獵奇犯罪捜査班・藤堂比奈子（2016年6月、角川恐怖文庫、KADOKAWA）
- ONE 獵奇犯罪捜査班・藤堂比奈子（2016年7月、角川恐怖文庫、KADOKAWA）

中文版
- ON 獵奇犯罪捜査班・藤堂比奈子（2016年9月20日、尖端出版、譯者：曾玲玲）[2]

## 節目的變遷
| 日本 關西電視台 週二晚間十點連續劇 | 日本 關西電視台 週二晚間十點連續劇 | 日本 關西電視台 週二晚間十點連續劇                   |
| ---------------------------------- | ---------------------------------- | ---------------------------------------------------- |
|                                    | （2016.07.12 - 2016.09.06）        |                                                      |
| （2016.04.19 - 2016.06.14）        | 廢檔                               |                                                      |
| 日本 關西電視台 連續劇             |                                    |                                                      |
| （2016.04.19 - 2016.06.14）        | （2016.07.12 - 2016.09.06）        | 醫療小組達文西女士的診斷 （2016.10.11 - 2016.12.13） |

| 香港 有線劇集台 星期一 00:00 - 01:00                   | 香港 有線劇集台 星期一 00:00 - 01:00            | 香港 有線劇集台 星期一 00:00 - 01:00 |
| ------------------------------------------------------ | ----------------------------------------------- | ------------------------------------ |
|                                                        | （2016年10月31日－2017年1月2日）                |                                      |
| 刑偵相棒（第十四季） （2016年5月16日－2016年10月24日） | 警視廳搜查一課長 （2017年1月9日－2017年4月3日） |                                      |